# Arp 218
Arp 218 ist ein interagierendes Galaxienpaar im Sternbild Schlange. Halton Arp gliederte seinen Katalog ungewöhnlicher Galaxien nach rein morphologischen Kriterien in Gruppen. Diese Galaxie gehört zu der Klasse Galaxien mit angrenzenden Schleifen.